# Miccolamia bicristata
Miccolamia bicristata är en skalbaggsart som beskrevs av Carlo Pesarini och Andrea Sabbadini 1997. Miccolamia bicristata ingår i släktet Miccolamia och familjen långhorningar. Inga underarter finns listade i Catalogue of Life.